# 臺灣省立虎尾女子高級中學

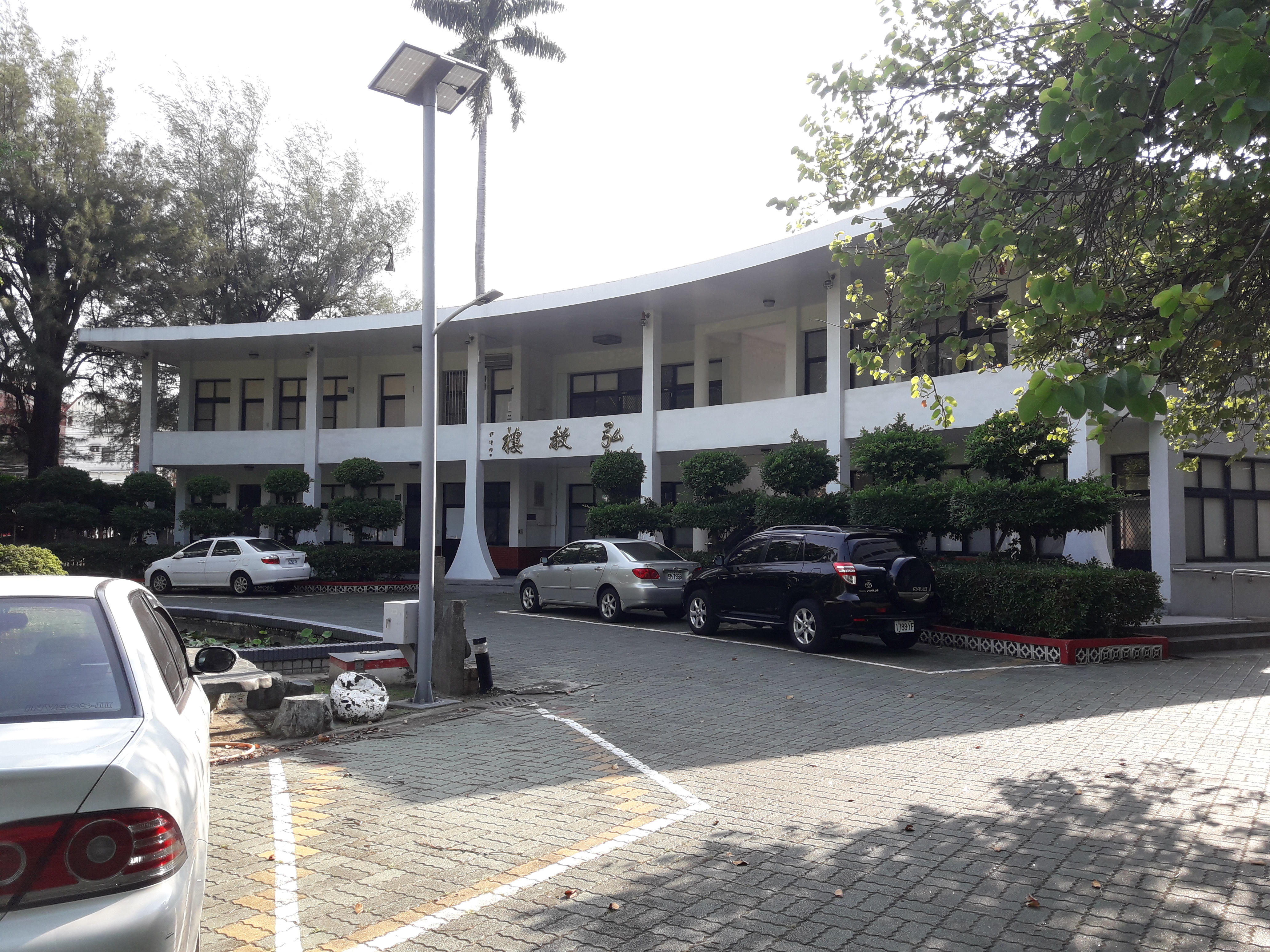
當年虎女的行政大樓弘教樓，現仍為虎尾高中使用。攝於2019年7月。

臺灣省立虎尾女子高級中學，簡稱虎尾女中、虎女，前稱臺灣省立虎尾女子中學，為臺灣歷史上一所女子高級中學，位於雲林縣虎尾鎮。該校於1940年4月1日成立，1948年曾與臺南縣立虎尾初級中學併校，後重新獨立設校。1981年（民國70年）併入臺灣省立虎尾高級中學（簡稱虎尾高中、虎中），兩校合併後使用原虎尾女中校址，原虎尾高中校址改設雲林工專。

## 學校歷史

### 日治時期
臺灣日治時期時的昭和十五年（1940年）4月1日，為了紓解臺南州虎尾郡升學壓力:812，臺灣總督府於虎尾街成立臺南州立虎尾高等女學校，多為日籍公教人員或大日本製糖株式會社員工子女就讀，當時在南臺灣名聲僅次於臺南州立第一、第二高等女學校和嘉義高等女學校。1944年，隨著第二次世界大戰戰局逐漸明朗，日軍敗象已現，部分日人返回日本本土，該年虎尾高等女學校臺籍學生數才首次超過日籍學生數。:81945年3月3日，時任校長野上征雄棄職返日:16。

### 戰後初期
戰後，中華民國國民政府軍事接管臺灣，改臺南州為臺灣省臺南縣，中方負責接管機構「臺南州接收委員會」派此校時任教務主任江炳焜代理校長，將虎尾高等女學校改制為臺灣省立虎尾女子中學（簡稱虎尾女中或虎女）。江炳焜將日治時期舊有規章、教材廢除，延聘中國大陸籍人士任教。1946年2月8日，臺灣省行政長官公署令派真除，為虎尾女中戰後首任校長。虎尾女中當時為三三制學制（即初中、高中各三年）。1948年7月，臺糖聘用江炳焜出任虎尾糖廠副主任:1156，江在8月辭任校長，其校長職位由時任教務主任陳東榮代理，9月18日，臺灣省政府正式任命陳為校長，當時初中有13班，高中有3班，學生712人，教職員51人。:18-19
在此時期，方傳入臺灣的中國新興宗教一貫道，其興毅組何宗好派下的孫正陽、馬仲齡兩人，即因生活開銷所需，在虎尾女中執教國文。2000年代初的興毅組各支線領導前人幾乎都受過孫正陽指導，研究者視其為興毅組在臺傳道事務奠基者。
1949年9月1日，虎尾女中與臺南縣立虎尾初級中學（簡稱虎尾初中）合併為臺灣省立虎尾中學（簡稱虎尾中學、虎中），以原虎尾初中為男生部，原虎尾女中為校本部，也是女生部。次年，台灣省政府教育廳考量地方人士要求，因男、女兩部距離稍遠，行政、課務推展不便，於是訓令省立虎尾女子中學8月1日起復自省立虎尾中學獨立設校。:8-9同年臺灣行政區劃重劃，虎女所在虎尾鎮改隸雲林縣。
1953年8月，談太儁積功調升該校校長，任內著重推動與實踐生活教育。1957年7月奉教育廳令改調嘉義女中，由何珍淑接任虎尾女中校長，於7月31日辦理交接。1959年又由曹金英續任校長。:38-40此時前後，1958年爆發八二三炮戰，中華民國政府緊急遷福建省立金門中學師生至臺借讀避難，計17名女學生至虎尾女中借讀。:517-518
1960年，虎尾女中增設「教育學科」二班，招收高中職畢業女子學生，修業一年即可擔任國民學校教師。1961年8月，民國五十一學年度，中華民國教育部指定虎尾女中為「科學教育教材實驗學校」。1962年12月28日，虎尾女中自籌經費、由修澤蘭設計的弘教樓落成，省政府教育廳長閻振興出席剪綵。
1967年6月3日下午，曹金英於校內泳池游泳時溺水而逝，校長職務由教務主任黃柏升代理:1179。7月3日，臺灣省政府派原新竹縣立第一女子中學（今新竹市立光華國民中學）校長石宛珠接任虎女校長，她在任內致力於推行生活教育。1970年7月1日，依照「省辦高中，縣市辦初中」政策，初中部停招，改制為臺灣省立虎尾女子高級中學。:16,17

### 併校經過
初中部停招後，學生數量減少，適逢台灣經濟起飛，鄉村地區流行將子女送到都會明星學校就讀，虎尾女中和原省立虎尾中學改制的省立虎尾高級中學都出現招生危機。虎尾高中校長李士崑希望兩校合併解決問題。:1169-11701979年2月1日，時任校長陳永英自請調任:1178臺南女中，由虎尾高中校長李士崑兼代虎女校長，教育廳令虎尾女中自當年暑假起停止招生，逐年結束，而原是男校的虎尾高中改為男、女兼收。時任虎尾女中教務主任黃清江認為這是臺灣教育史上唯一一次「素有盛名的兩所公立高中合併」。李士崑堅持以原虎女校址為校地（原虎尾高中校地後來設立了雲林工專），使用虎尾高中校名（亦即合併後仍以虎尾高中為行政主體）。1980年8月1日初步合併，虎尾高中教職員、學生全部遷至光復路上的虎尾女中校址上班、上課，而虎尾女中僅剩原本高三一屆。虎尾高中、虎尾女中行政單位亦統一。:110-1111981年，虎尾女中最後一屆學生畢業，兩校合併完成。

### 歷任校長
- 台南州立虎尾高等女學校[1]:1319
  1. 1940年4月到7月：埜上大有
  2. 1940年7月到1942年9月：井上正一
  3. 1942年9月到1943年2月：高巢虎五郎
  4. 1943年2月到1944年3月：角田桃太郎
  5. 1944年3月到1945年：野上征雄

| 屆次                         | 姓名             | 籍貫                  | 就任日期   | 卸任日期     | 異動原因                                                            |
| ---------------------------- | ---------------- | --------------------- | ---------- | ------------ | ------------------------------------------------------------------- |
| 臺灣省立虎尾女子中學校長     |                  |                       |            |              |                                                                     |
| 1                            | 江炳焜           | 臺灣嘉義市:1156       | 1945年10月 | 1948年8月    | 就任：中華民國派彼接收此校 卸任：辭職，出任臺糖虎尾糖廠副主任       |
| 2                            | 陳東榮           | 臺灣彰化縣二水鄉:1156 | 1948年9月  | 1949年7月    | 就任： 卸任：與臺南縣立虎尾初級中學合併為臺灣省立虎尾中學           |
| 2                            | 陳東榮           | 臺灣彰化縣二水鄉:1156 | 1950年8月  | 1953年7月    | 就任：重新獨立設校 卸任：奉調省府教育廳編輯室                       |
| 3                            | 談太儁:1171-1172 | 江蘇無錫              | 1953年8月  | 1957年7月    | 就任：原為彰化女中訓導主任，積功調陞虎女 卸任：奉派調任嘉義女中校長 |
| 4                            | 何珍淑:1173      | 安徽來安              | 1957年8月  | 1959年7月    | 就任：奉派擔任 卸任：未詳                                           |
| 5                            | 曹金英           | 江蘇徐州              | 1959年7月  | 1967年6月3日 | 就任：自新竹女中調至此校 卸任：逝世                                 |
| 5                            | 黃伯升 （代理）  | 浙江黃巖              | 1967年6月  | 1967年7月    | 就任：曹金英逝世，以教務主任身分暫代 卸任：正任校長石宛珠到任       |
| 6                            | 石宛珠           | 遼寧遼陽              | 1967年7月  | 1968年7月    | 就任：原新竹一女中校長，接曹金英遺缺 卸任：改制為高級中學           |
| 臺灣省立虎尾女子高級中學校長 |                  |                       |            |              |                                                                     |
| 6                            | 石宛珠           | 遼寧遼陽              | 1968年8月  | 1974年7月    | 就任：由完全中學改制為高級中學 卸任：                               |
| 7                            | 陳永英           | 浙江鄞县:1176         | 1974年7月  | 1979年2月    | 就任： 卸任：自請調任臺南女中                                       |
| 8                            | 李士崑           | 山東沂水              | 1979年2月  | 1981年7月    | 就任：兩校預備合併，由虎中校長兼代虎女校長 卸任：虎女併入虎中       |

## 校歌
現存虎尾高等女學校相關資料均無記載校歌。戰後時期的虎女也沒有記載，《國立虎尾高級中學七十週年紀念特刊》（下簡稱《虎高七十週年特刊》）從該校《校史》（張忠語編，2001）推論，民國39年（1950年）臺灣省政府教育廳「鑑於校歌為文化教育象徵」，發文要求各校制定校歌，虎尾女中於是在當時創作了校歌。而《虎高七十週年特刊》所附虎女校歌標註為民國35年（1946年）啟用。虎尾女中的校歌作詞者已佚，作曲者為周慶淵。歌詞以「虎溪毓秀，玉山鐘靈，泱泱峨峨，載篤群英」開頭。:30-31
1981年與省立虎尾高中合併後，時任校長李士崑規劃制定新校歌，由何志浩作詞、退休教師廖興彰作曲，開始使用卻引發學生反彈，另譜新曲學生仍未接受，於是決定延用原虎尾高中校歌。:31根據《翻報》報導，虎尾高中約2016年時，在週會及校友返校聚會仍會演唱虎女校歌。不過虎女校歌音調高且陰柔，虎尾高中合併後第七屆校長薛東埠到任三年仍不會唱。

## 校園環境
虎尾女中當時的校址就是今日國立虎尾高級中學校址，位在虎尾鎮光復路上。1950年代，虎尾鎮只有三所中等教育機構，即虎中、虎女及雲林縣立虎尾農業職業學校（今國立虎尾高級農工職業學校），虎女以校園景觀別緻而聞名全臺，時人謂之「北景美，南虎女」（「景美」指省立景美女中，即今臺北市立景美女子高級中學）。1956年新建圖書館一棟，1960年，中華民國教育部指定該校為科學實驗學校，撥款美援經費，建造生物館、科學館各一棟，並採買實驗器材。1964年建25公尺游泳池，為當時臺灣中部學校僅有。1962年自費建弘教樓，作為行政大樓，1964年又建教學大樓勵學樓。1968年10月30日落成啟用、可容納2,500人的體育館為了紀念當年6月逝世的校長曹金英，命名為金英館。:14,16-17

## 註腳
1. ↑  《中國時報》誤作石婉珠。